# Ommata iodes
Ommata iodes là một loài bọ cánh cứng trong họ Cerambycidae.